# Bernard Courtois
Bernard Courtois (* 8. Februar 1777 in Dijon; † 27. September 1838 in Paris) war ein französischer Salpetersieder (nach anderen Angaben Seifensieder) und der Entdecker des chemischen Elements Iod.

## Leben und Wirken
Bernard Courtois’ Vater Jean-Baptiste Courtois (1748–1807?) entstammte einer Schusterfamilie und arbeitete dann in einem Salpeterbetrieb, bevor er als Weinhändler in Dijon tätig wurde. Sein Vater heiratete Marie Blé im Jahre 1771. Nachdem ihr erster Sohn 1772 gestorben war, hatten sie insgesamt noch sechs Kinder: Catherine, Pierre, Bernard, Jean-Baptiste und schließlich die Zwillinge Anne-Marie und Pierre im Jahre 1780.
Louis Bernard Guyton de Morveau eröffnete in einem früheren Hotel gegenüber dem Wohnsitz der Courtois in Dijon ein chemisches Laboratorium, in welchem Jean-Baptiste Courtois ab 1775 als Demonstrator und dann gewissermaßen in der Funktion eines Assistenten für die Chemie-Akademie beschäftigt war. Ab Januar 1776 arbeitete er dann dort hauptberuflich als Demonstrator. Die Familie Courtois fand im Gebäude des alten Hotels bzw. Laboratoriums bald auch eine neue Wohnstätte. Später wurde er Manager des Saint-Médard Nitrary, eines Salpeterwerks. Dort erwarben Bernard und sein Bruder Pierre gründliche Kenntnisse über die Salpetersiederei.
Bis zu seinem achtzehnten Lebensjahr lebte Bernard Courtois in Saint-Médard Nitrary, dann ging er nach Auxerre, um in den nächsten drei Jahren bei M. Frémy eine Apothekerausbildung zu absolvieren. Im Jahre 1798 erhielt er eine Anstellung im Chemielaboratorium des Antoine François de Fourcroy. Dort in Paris setzte er sein Studium der Chemie und auch der Pharmakologie an der Polytechnischen Akademie fort. Hier lernte er auch den Chemiker Louis Jacques Thénard kennen.

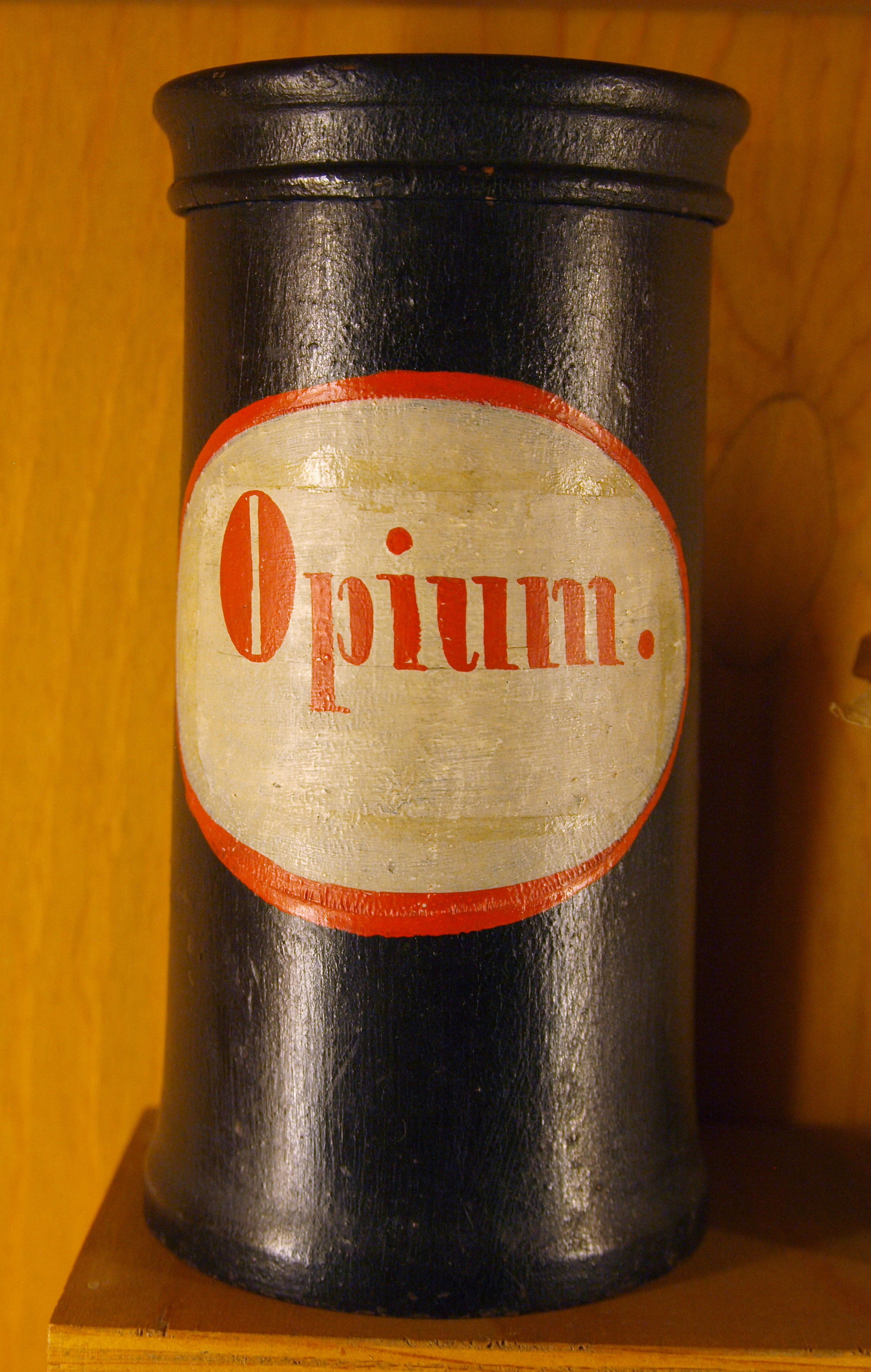
Apothekengefäß zur Aufbewahrung von Opium als Arzneimittel aus dem 18. oder 19. Jahrhundert

Um die Jahrhundertwende arbeitete Bernard Courtois an der École polytechnique. Armand Séguin übertrug ihm 1802 seine Forschungen über das Opium. Im Zuge dessen gelang den beiden die Entdeckung von Morphin. Séguin präsentierte die Resultate 1804 am Institut, jedoch wurden sie erst 1816 publiziert. Er erwähnte den Namen von Courtois dabei niemals. Friedrich Wilhelm Adam Sertürner wurde die Entdeckung offiziell von der Academie des Sciences zugeschrieben.
Im Jahre 1808 heiratete Courtois Madeleine Motrand, die Tochter eines Pariser Friseurs.
1811 entdeckte er bei der Untersuchung und Veraschung  von Braunalgen der Gattung Laminaria aus der Nordsee das Element Iod. Eigentlich wollte er eine Lauge aus Seetang gewinnen. Man benutzte damals häufig Algenasche zur Gewinnung der für die Seifenherstellung benötigten Pottasche oder Kaliumcarbonat (K2CO3). Als er diese Lauge mit Schwefelsäure (H2SO4) versetzte und anschließend das Gemenge erhitzte, stiegen violette Ioddämpfe auf, welche an kühlen Wänden in Form glänzender Iodkristalle resublimierten.
Erst Sir Humphry Davy und Joseph Louis Gay-Lussac erkannten, dass es sich bei dem violetten Dampf um ein Element handelt. Sie benannten es wegen seiner charakteristischen violetten Dämpfen nach dem griechischen Wort ioeides („violett“). Jöns Jakob Berzelius schlug im Jahre 1814 das chemische Symbol „I“ vor.

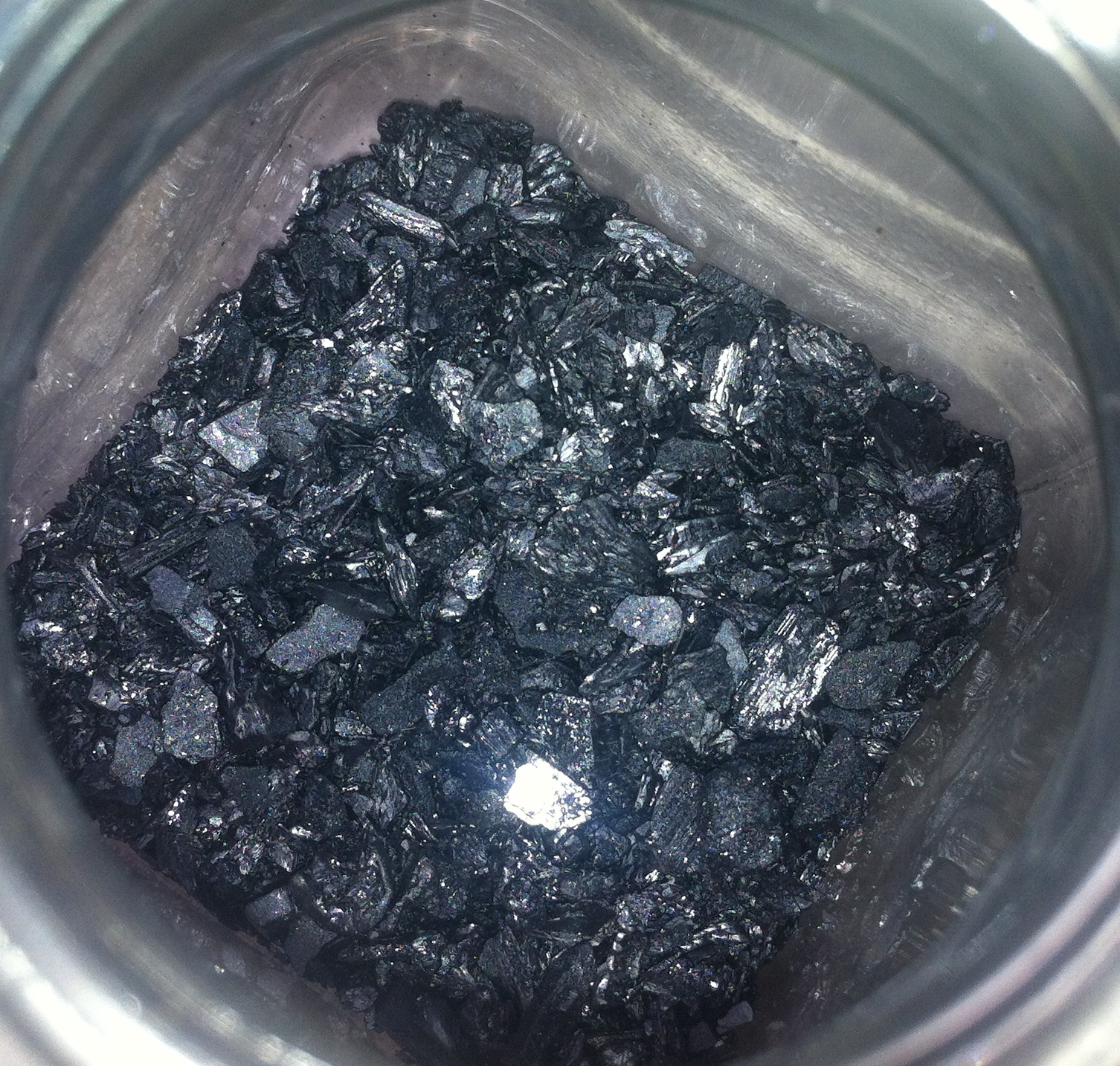
Doppeltsublimiertes Jod